# 日本グローバル・インフラストラクチャー研究財団
公益財団法人日本グローバル・インフラストラクチャー研究財団（にほんグローバル・インフラストラクチャーけんきゅうざいだん、英文名:Global Infrastructure Fund Research Foundation Japan）は、国際社会と連携し、関連する科学技術を広く活用した調査研究及び国際交流事業などを推進する公益法人。略称は、日本GIF研究財団。元内閣府を主務官庁とし、元外務省・財務省・農林水産省・経済産業省・国土交通省の共管。

## 概要
地球的規模の広域インフラストラクチャー整備に関する調査研究、人材育成、国際協力の実現などを主な事業目的としている。収入の大部分は基本財産の運用収入であり、これに賛助会員からの会費収入、国からの補助金あるいは業務委託収入を合わせて事業費を賄っている。
- 所在地：東京都港区虎ノ門5-3-20
- 設立：1990年9月28日
- 理事長：三好正也